# Túnel de Koznitsa
El Túnel de Koznitsa (en búlgaro: Тунел „Козница“) es un túnel de un solo carril en el centro de Bulgaria.

## Descripción
Se encuentra en la línea ferroviaria Sofía - Karlovo, dentro del Municipio Anton, entre las estaciones de Stryama y Koprivshtitsa sirve a las ciudades Klisura y Koprivshtitsa. El túnel pasa por debajo de la cresta Koznitsa conectando Stara Planina y Sredna Gora.
La construcción del túnel comenzó en 1949 al final se completó el 6 de junio de 1951.
Koznitsa es el túnel ferroviario más largo del país. Tiene una longitud de 5901 m, que se suele viajar por tren durante unos 5-6 minutos. Sólo hay una vía.